# 支那米の袋
『支那米の袋』（しなまいのふくろ）は、夢野久作の短編小説。『新青年』の昭和4年（1929年）4月号に発表された。夢野久作が得意とした、独白形式の文体で書かれている。

## あらすじ
舞台はウラジオストク（作中では「浦塩」と記されている）のレストラン・オブラーコ。ロシア人の踊り子ワーニャと酒を飲む日本人の青年軍人は、酔いつぶれた彼女から「あんまりにもあんたが可愛いから殺してしまいたい」としなだれ掛かられる。顔色を変える青年に、酒で上機嫌なワーニャはその訳を語る。
少し前、浦塩の港にアメリカ合衆国の軍艦が入港していた。乗組員である司令官の息子・ヤングと恋仲になったワーニャ。彼の発案で、支那米の袋の中に隠れて軍艦に乗り込んだワーニャだが、なぜか別の女たちも軍艦に担ぎ込まれていた。ヤングは言う「あんまり綺麗で可愛いから、殺してみたくなったのです」と。ヤング曰く、一番ステキな「日本式の遊び」「恋愛遊びの行き詰まり」…。そして船中でおこる恐怖の出来事…。
語り終え、ますます上機嫌になるワーニャ。彼女は言う。その遊びを日本では「シンジュウ」というのだという。